# 白克列斯特农村居民点
白克列斯特农村居民点（俄语：Белокрестское сельское поселение）是俄罗斯联邦沃洛格达州恰戈多夏区所属的一个农村居民点。其下辖有78个居民点，行政中心为白克列斯特。据2015年统计，该农村居民点的人口为682人。